# Siproeta stelenes
Siproeta stelenes (denominada popularmente, em língua inglesa, de Malachite; cujo significado, em português, é malaquita) é uma borboleta neotropical da família Nymphalidae e subfamília Nymphalinae, encontrada do sul dos Estados Unidos (na Flórida e Texas) até o  Peru, Bolívia e Argentina; mas também no Caribe, em Cuba, Jamaica, Honduras, Ilhas Cayman e Saint Croix. Foi classificada por Carolus Linnaeus, com a denominação de Papilio stelenes, em 1758. De acordo com Otero, esta borboleta mimetiza borboletas Heliconiinae do gênero Philaethria.

## Descrição
Indivíduos desta espécie possuem as asas de contornos serrilhados, com cerca de 8 a 9 centímetros de envergadura, e são basicamente de coloração marrom-enegrecido, vistos por cima, com manchas em verde brilhante ou amarelo-esverdeado. Por baixo, tal padrão em  marrom-enegrecido se torna alaranjado e suas manchas se tornam esbranquiçadas. Estas borboletas parecem particularmente bonitas, quando vistas em repouso, com a luz do sol fluindo através das áreas verdes, translúcidas, de suas asas. Não apresentam dimorfismo sexual.

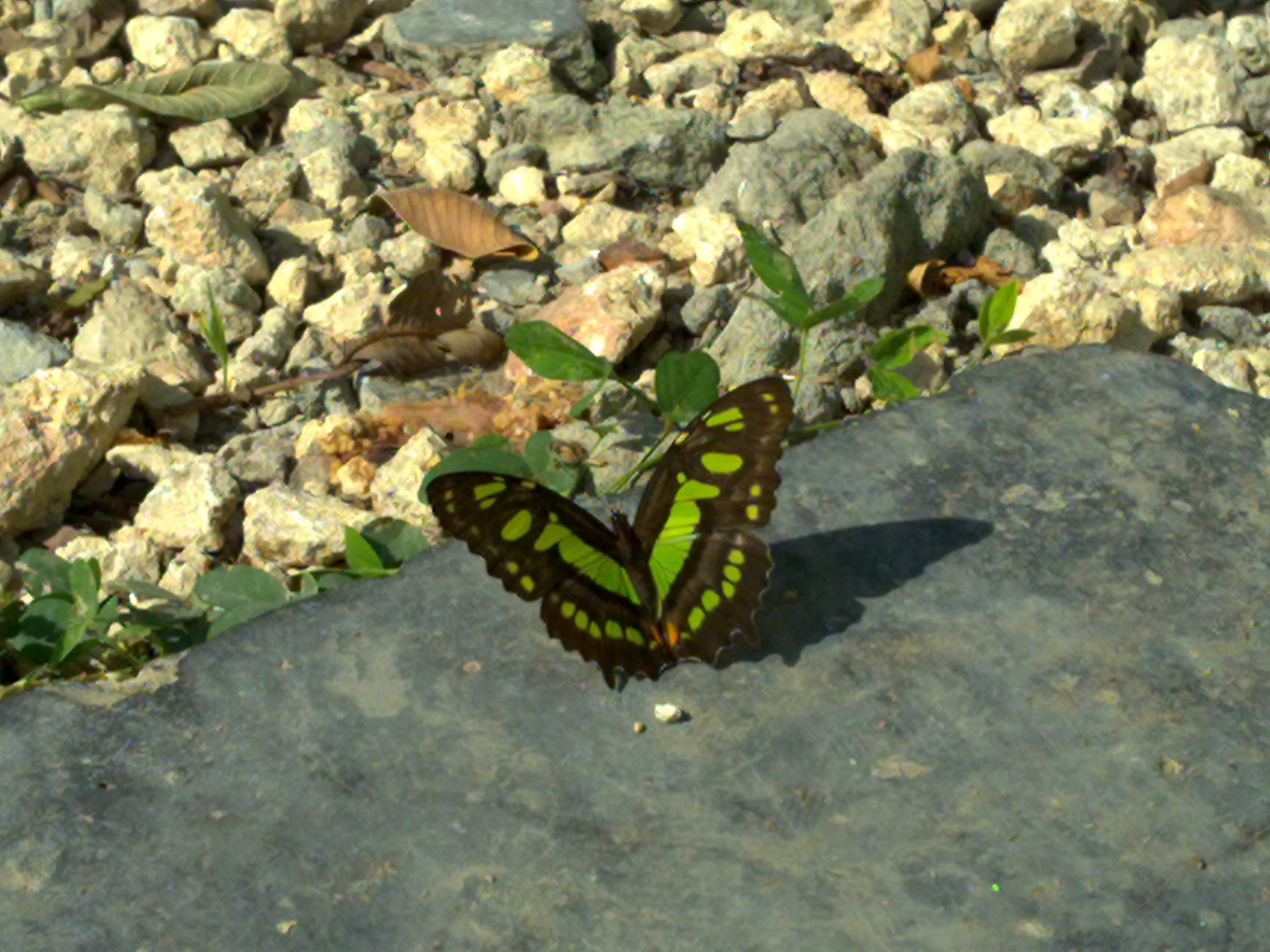
S. stelenes, pousada.
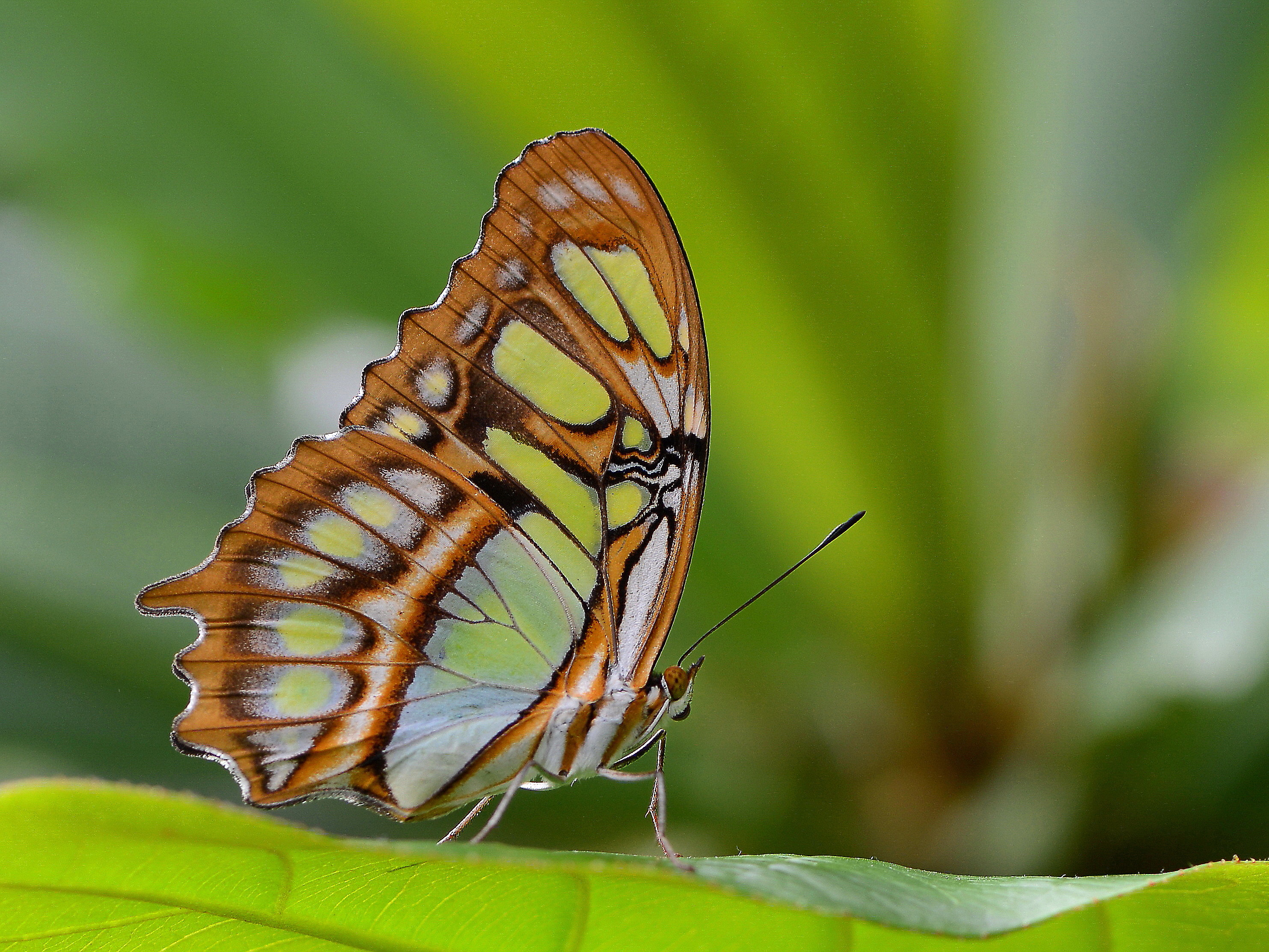
Padrão inferior de S. stelenes, pousada.
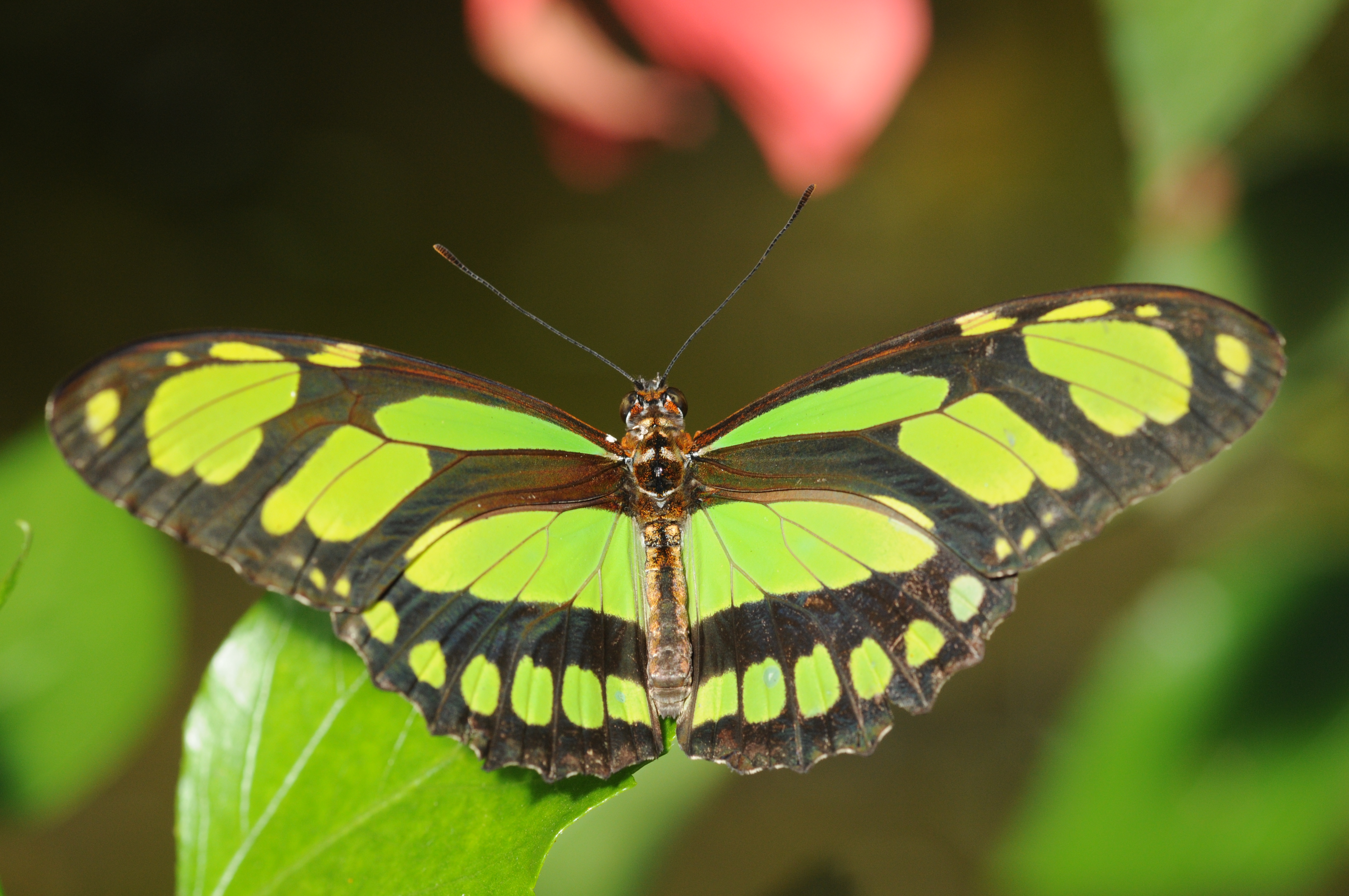
A borboleta Philaethria, que S. stelenes mimetiza[6], difere pela falta de projeções triangulares pontudas na parte inferior das asas posteriores, presentes em Siproeta.

## Hábitos
Segundo Adrian Hoskins e Luiz Soledade Otero, esta espécie pode ser encontrada em floresta primária, ao longo das margens dos rios e em clareiras; mas também ocorrendo em habitats de floresta secundária e em beiras de trilhas e estradas, jardins, praças e pomares, em altitudes de até 1.400 metros. É ativa nas horas quentes do dia e, se perturbadas, geralmente voam para os ramos inferiores das árvores, onde ficam camufladas. Se alimentam de substâncias retiradas de frutos fermentados e de flores como a Lantana, mas também se alimentam de umidade mineralizada do solo, de carniça e de esterco.

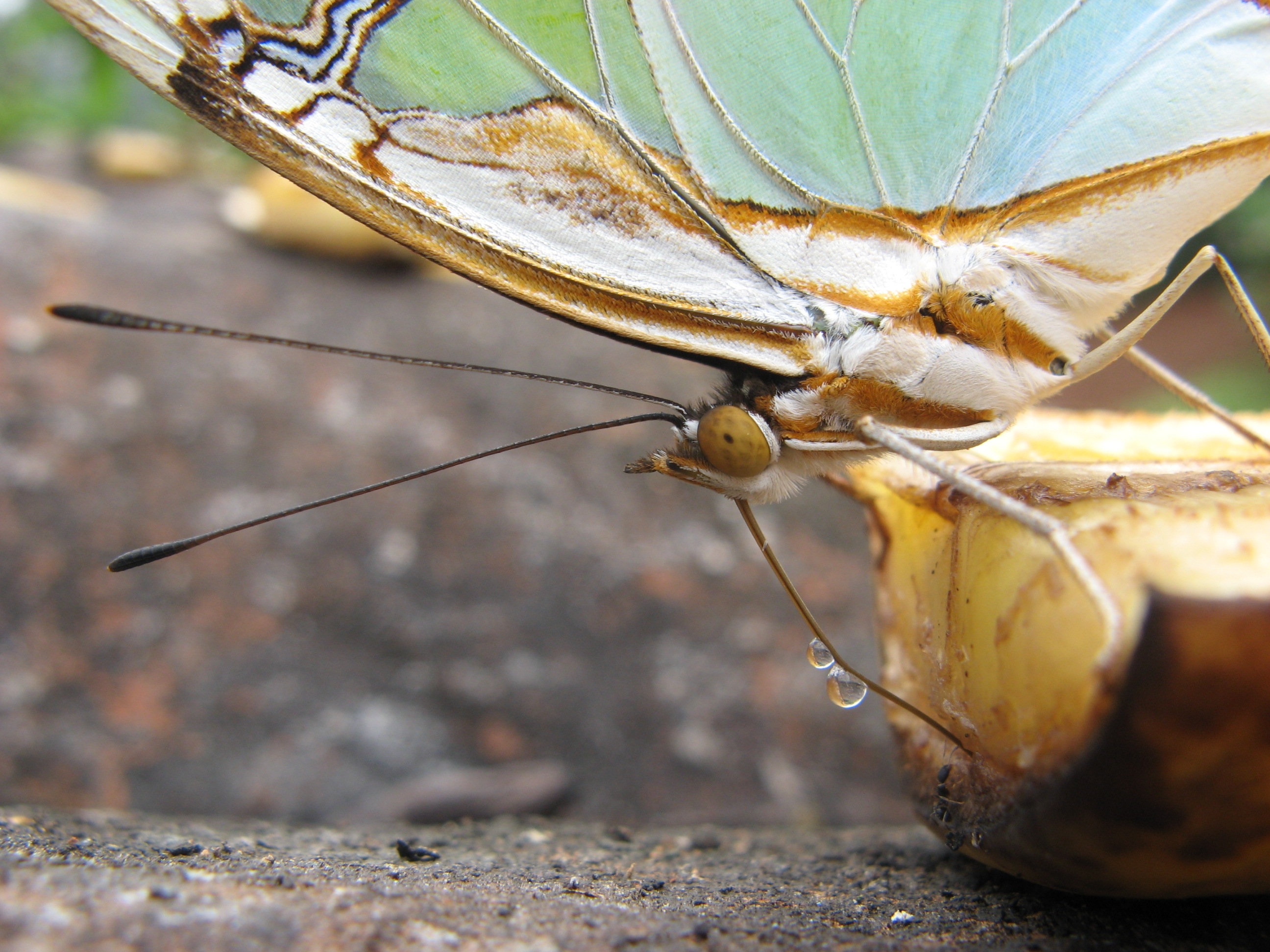
S. stelenes se alimentando das substâncias fermentadas de uma banana.

## Ovo, lagarta, crisálida e planta-alimento
As lagartas de Siproeta stelenes, nascidas de ovos isolados de coloração verde-escura, se alimentam de plantas da família Acanthaceae pertencentes aos gêneros Blechum, Ruellia, Pseuderanthemum e Justicia (outras plantas das quais se alimentam são as Plantaginaceae do gênero Plantago e Leguminosae dos gêneros Pithecellobium e Calliandra). São basicamente de um negro lustroso, com projeções espinescentes vermelhas em sua superfície. Também apresentam um outro par de projeções, como chifres, em sua cabeça. Sua crisálida possui coloração verde-clara, com alguns espinhos amarelados, característicos.

## Subespécies
S. stelenes possui cinco subespécies:
- Siproeta stelenes stelenes - Descrita por Linnaeus em 1758, de provável exemplar proveniente da Jamaica ("America" na descrição).
- Siproeta stelenes biplagiata - Descrita por Fruhstorfer em 1907, de exemplar proveniente de Honduras.
- Siproeta stelenes insularis - Descrita por Holland em 1916, de exemplar proveniente de Cuba.
- Siproeta stelenes meridionalis - Descrita por Fruhstorfer em 1909, de exemplar proveniente do Brasil (Rio Grande do Sul).
- Siproeta stelenes sophene - Descrita por Fruhstorfer em 1907, de exemplar proveniente do Equador.